# Rue d'Uzès
Rue d'Uzès är en gata i Quartier du Mail i Paris andra arrondissement. Gatan är uppkallad efter Hôtel d'Uzès, uppfört 1767 efter ritningar av Claude-Nicolas Ledoux. Byggnaden revs 1870. Rue d'Uzès börjar vid Rue Saint-Fiacre 11 och slutar vid Rue Montmartre 170.

## Omgivningar
- Notre-Dame-des-Victoires
- Boulevard Montmartre
- Boulevard Poissonnière
- Rue des Jeuneurs
- Rue du Croissant
- Rue Saint-Joseph
- Rue Réaumur
- Rue du Sentier
- Placette Louvre-Montmartre
- Place Ghislaine-Dupont-Claude-Verlon-Camille-Lepage

## Bilder
| - Gatuskylt. - Portalen vid Hôtel d'Uzès. - Kyrkan Notre-Dame-des-Victoires. - Place Ghislaine-Dupont-Claude-Verlon-Camille-Lepage. |

## Kommunikationer
- Tunnelbana – linjerna   – Grands Boulevards
- Busshållplats Grands Boulevards – Paris bussnät, linjerna 74 85 N15 N16

### Webbkällor
- ”Rue d'Uzès”. Mairie de Paris. https://web.archive.org/web/20160303170817/http://www.v2asp.paris.fr/commun/v2asp/v2/nomenclature_voies/Voieactu/9597.nom.htm. Läst 2 augusti 2022.
- ”Rue d'Uzès”. Les rues de Paris. https://web.archive.org/web/20180213171220/http://www.parisrues.com/rues02/paris-02-rue-d-uzes.html. Läst 2 augusti 2022.